# Posąg Guanyin w Sanya
Posąg Guanyin w Sanya (chiń. 南山海上观音圣像; pinyin Nánshān Hǎishàng Guānyīn Shèngxiàng) – mierząca 108 metrów wysokości statua przedstawiająca buddyjską boginię miłosierdzia Guanyin, znajdująca się w mieście Sanya w chińskiej prowincji Hajnan. Jest to obecnie czwarty pod względem wysokości wolno stojący monument na świecie oraz najwyższa statua bogini Guanyin na świecie.
Statua waży 2600 ton. Jej budowa trwała 6 lat. Bogini stoi na postumencie w kształcie lotosu. Ukazana jest w troistej postaci, symbolizując kolejno mądrość, współczucie i pokój. Jedną twarzą zwrócona jest w stronę lądu, a dwiema na Morze Południowochińskie, udzielając w ten sposób symbolicznego błogosławieństwa całemu światu. Pierwsza z postaci trzyma w lewej ręce zwój sutry, prawą wykonując gest vitarka-mudra, druga postać ma złożone ręce i sznur modlitewny, trzecia trzyma kwiat lotosu.
Pomnik został uroczyście odsłonięty 24 kwietnia 2005 roku. W ceremonii wzięło udział kilkadziesiąt tysięcy ludzi, a towarzyszącym jej modlitwom przewodniczyło 108 duchownych buddyjskich z Chin kontynentalnych, Tajwanu, Hongkongu i Makau.